# Tomasz Kamuda
Tomasz Kamuda (ur. 5 lutego 1976 roku) – polski trener siatkarski, siatkarz, grający na pozycji przyjmującego.

## Kariera zawodnicza
Karierę zawodniczą rozpoczynał w Stali Mielec. W barwach Resovii zadebiutował w Polskiej Lidze Siatkówki. 16 października 2004 roku, w inauguracyjnej kolejce ligowej, w przegranym na własnym parkiecie meczu z Jastrzębskim Węglem zaliczył debiut w tych rozgrywkach. W klasyfikacji końcowej sezonu 2004/2005 rzeszowski zespół jako beniaminek ligi zajął 8. miejsce. W marcu 2007 roku zawodnik opuścił drużynę z Rzeszowa z powodów rodzinnych. Na kilka miesięcy wyjechał do Stanów Zjednoczonych. W międzyczasie grał również w piłkę siatkową w Kuwejcie.
W sezonie 2007/2008 reprezentował I-ligowy KS Poznań. Z poznańskim zespołem zajął 2. miejsce w klasyfikacji końcowej rundy zasadniczej rozgrywek ligowych. W fazie play-off rywalizację o bezpośredni awans do wyższej klasy rozgrywkowej poznaniacy przegrali z Treflem Gdańsk. Baraże o ekstraklasę zakończyły się wynikiem na korzyść rywala, Politechniki Warszawskiej.
W przerwie sezonowej został graczem Energetyka Jaworzno, uczestnika I ligi (zaplecze PlusLigi). Do 2011 roku pełnił funkcję drugiego trenera w Stali Mielec, która występowała w Plus Lidze Kobiet. Od sezonu 2009/2010 do 2010/2011 był także zawodnikiem II-ligowego klubu siatkarskiego Błękitni Ropczyce.

## Kariera trenerska
W sezonie 2011/2012 był pierwszym trenerem Sparty Warszawa, w kolejnym sezonie zaś trenerem KS Developres Rzeszów. W 2014 podjął się pracy w klubie MKS Wisłok Strzyżów, którą stracił po 6 kolejnych przegranych meczach w listopadzie 2014